# Gletscherbach

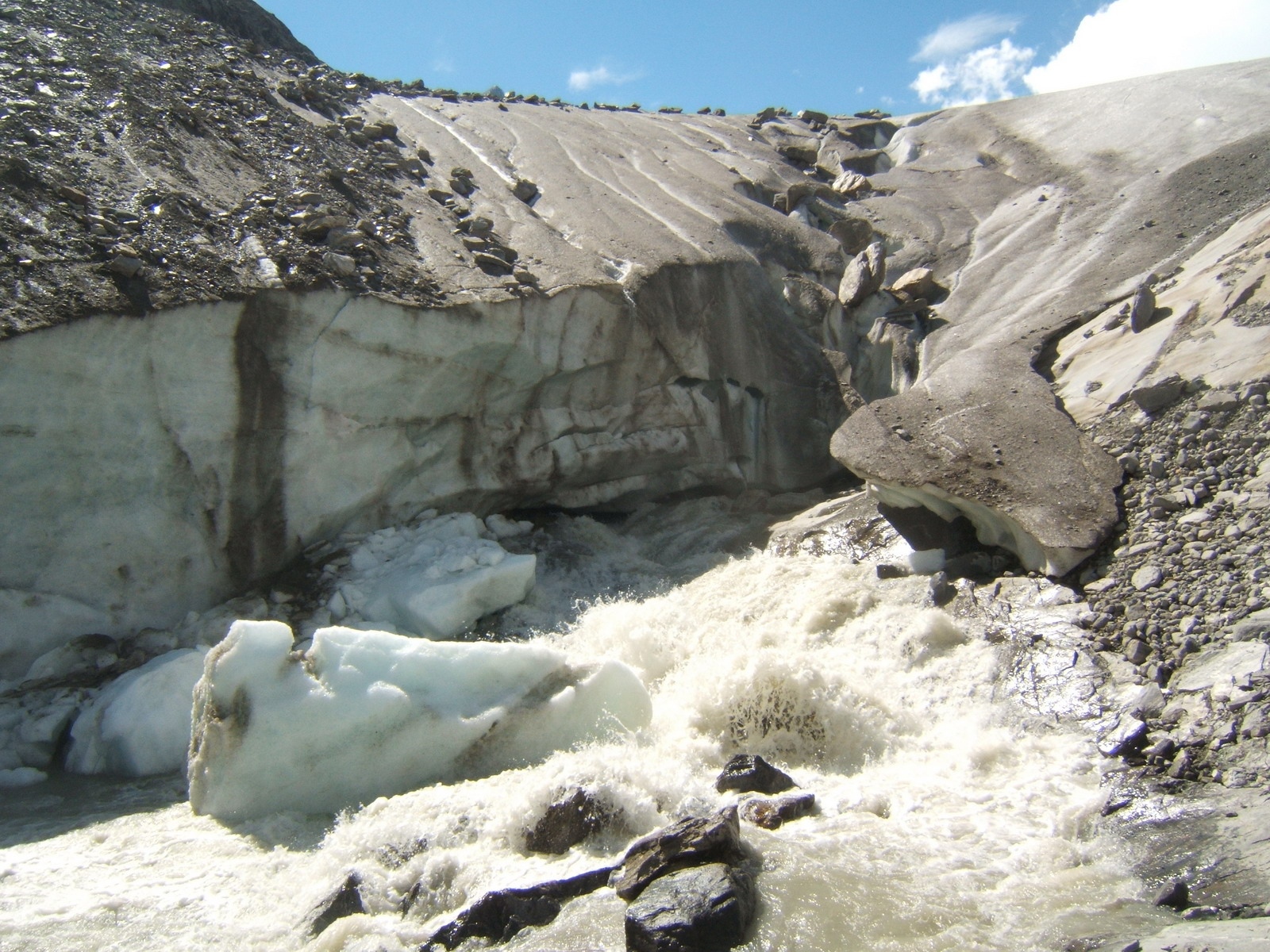
Der Schlatenbach am Schlatenkees

Als Gletscherbach bezeichnet man Bäche, deren Wasser aus einem Gletscher stammt und deren Wasserfluss daher starken jahres- und tageszeitlichen Schwankungen unterliegt.

## Beschreibung

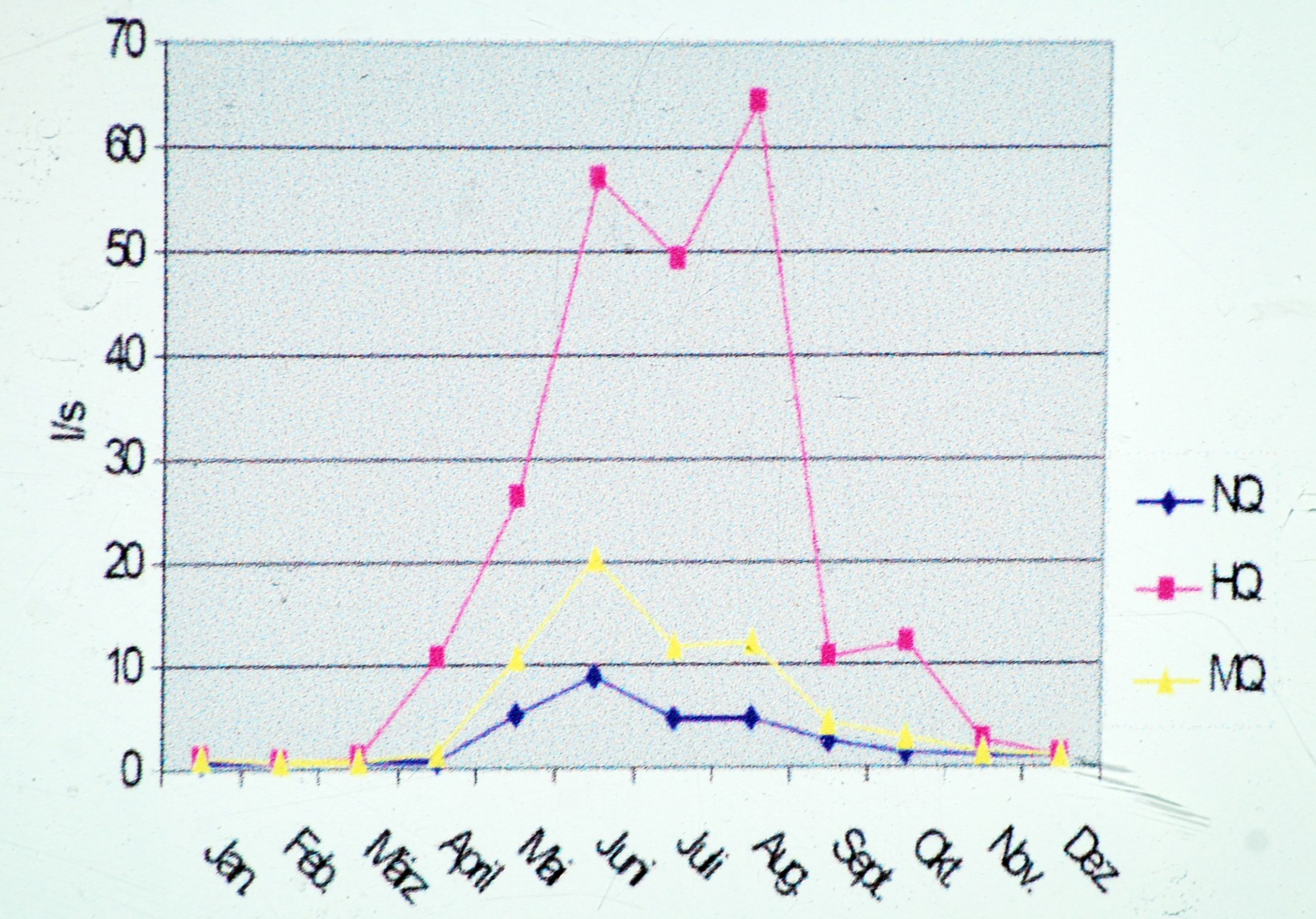
Abflussdiagramm des Dorferbachs (Hohe Tauern). NQ=Niedrigwasser, MQ=Mittlerer Abfluss, HQ=Maximaler Abfluss

Die Wasserführung wird im Wesentlichen von den Schmelzvorgängen am Gletscher geprägt, mit einem charakteristischen Jahresgang der Abflussmengen. Im Winter fällt der Niederschlag im Einzugsgebiet des Baches als Schnee und bleibt zunächst liegen. Die Abflussmenge des Baches ist daher um diese Zeit am geringsten. Erst durch das Abschmelzen des Schnees in den Hochlagen im Spätfrühjahr wird die zurückgehaltene Menge freigesetzt. Hinzu kommt die Eisschmelze des Gletschers in den warmen Sommermonaten. Beide Vorgänge bewirken, dass in den Monaten Juni, Juli und August in solchen Gletscherbächen das Maximum des Abflusses auftritt. Mit der Abkühlung der Temperaturen im Herbst nimmt auch die Wassermenge im Bach rasch ab.
Charakteristisch für einen Gletscherbach sind auch die regelmäßigen Abflussschwankungen im Tagesverlauf während Schönwetterperioden in den Frühjahrs- und Sommermonaten. Durch starke Sonneneinstrahlung und hohe Temperaturen ist die Abschmelzung von Schnee, Firn und Eis um die Mittagszeit am intensivsten. Bis das Schmelzwasser den Weg ins Tal zurückgelegt hat, dauert es jedoch noch einige Zeit.
Ein weiteres Merkmal von Gletscherbächen ist das an warmen Tagen gelblich-grau getrübte Wasser, die sogenannte Gletschermilch. Die Trübung kommt durch feinstes Gesteinsmehl zustande, das vom zermahlenen Moränenschutt unter dem Gletscher stammt.

## Beispiele für Gletscherbäche
- im Nationalpark Hohe Tauern

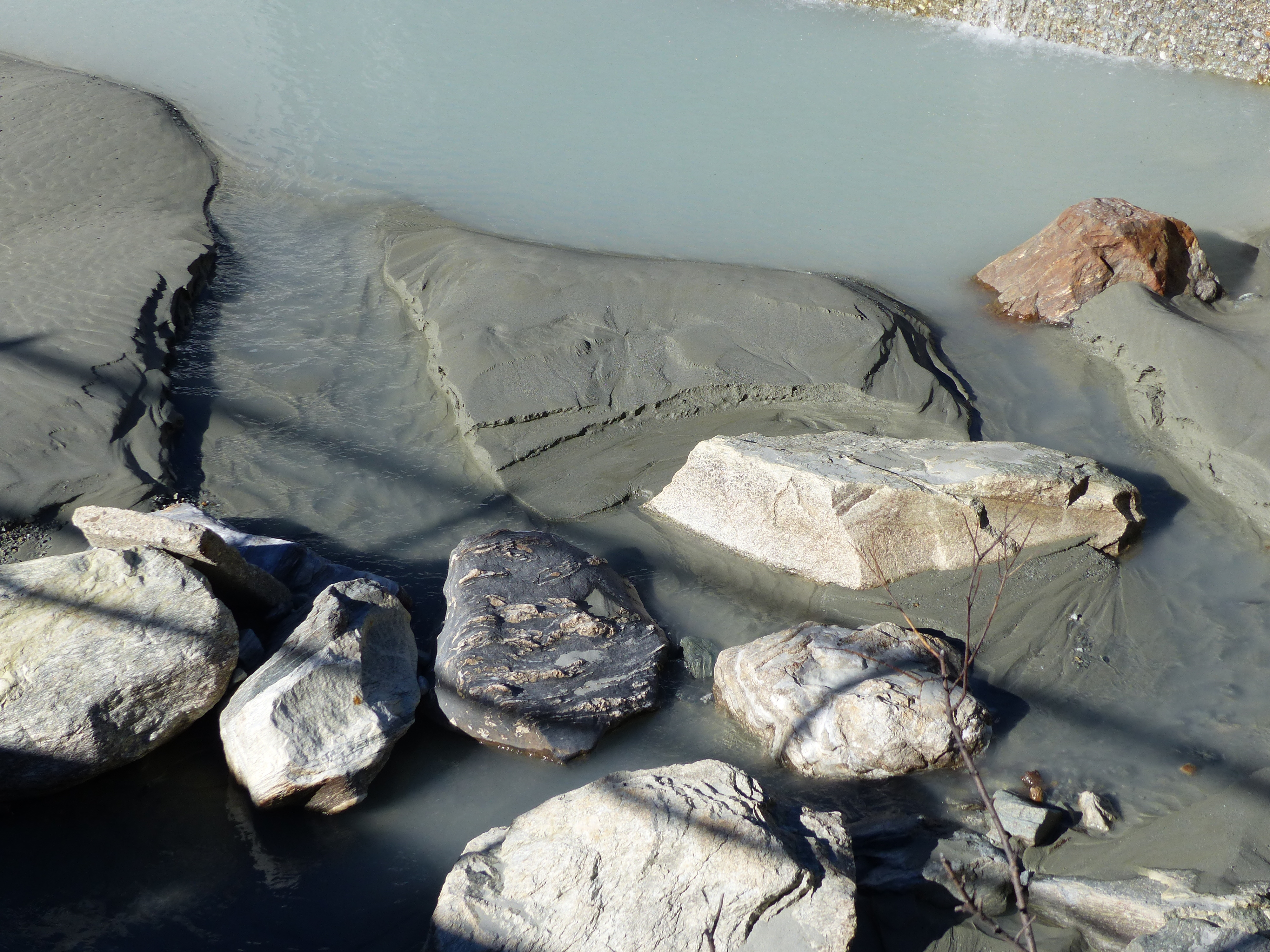
Gletschermilch des Zmuttbaches mit abgelagerter Schwebfracht

  - Isel, entspringt dem Umbalkees, siehe auch Umbalfälle
  - Krimmler Ache, entspringt dem Krimmlerkees, siehe auch Krimmler Wasserfälle
  - Möll, entspringt der Pasterze
  - Leiter, entspringt dem Leiterkees

## Beispiel Island
In Island werden Gletscherbäche bzw. -flüsse Jökulsá genannt; Beispiele sind die Jökulsá á Fjöllum oder die Jökulsá á Brú. Das milchige Wasser (Gletschermilch, s. o.) in solchen Flüssen nennt man isländisch Fjallamjólk. Wenn solche Flüsse an einer Furt zu hoch zum Queren sind, kann man bis zum Morgen warten, da der Wasserstand in Abhängigkeit von der Sonneneinstrahlung schwankt.